# Logoped
En logoped är en person som har genomgått logopedutbildning och avlagt logopedexamen. Logopedens uppgift är att utreda, diagnostisera och behandla kommunikationsproblem till följd av språkstörning, talstörning, läs- och skrivsvårigheter och röststörning. Logopeder utreder och behandlar även svårigheter gällande kommunikation som uppstått till  följd av andra funktionsvariationer. Många logopeder jobbar även med samspel och närliggande förmågor hos till exempel barn med autism eller cerebral pares. I logopedens ansvarsområde ingår även diagnostik och behandling av sväljningsstörningar och tuggningsproblematik,  selektivt ätande mm.
Logopedutbildning bedrivs i Sverige sedan 1964 och utbildningen ges idag vid sex universitet (Karolinska institutet, Lunds universitet, Göteborgs universitet, Umeå universitet, Linköpings universitet och Uppsala universitet). Utbildningen bedrivs vid medicinsk fakultet, omfattar 4 års heltidsstudier och leder till magisterexamen. Logopedutbildningen är tvärvetenskaplig och omfattar lingvistik, fonetik, psykologi, logopedi och medicin. Forskarutbildning i logopedi bedrivs i Sverige sedan 1979.
Logoped är en skyddad yrkestitel och Socialstyrelsen utfärdar yrkeslegitimation efter avlagd logopedexamen. Därefter kan logopeden läsa ytterligare ett år för att erhålla masterexamen. Sedan 2015 finns också en specialistordning, med de olika specialistområdena språk-, röst-, tal- och sväljningsstörningar.
Enligt Socialstyrelsens statistik hade det till och med 2023 utfärdats 3500 logopedlegitimationer. I november 2022 var 2741 logopeder sysselsatta. Arbetsgivarna finns framförallt inom hälso- och sjukvård (primärvård, ÖNH-klinik, neurologisk klinik, habilitering) men alltfler logopeder anställs även inom kommunal sektor, främst inom skolan, och inom privat sektor. Sveriges logopeder organiseras fackligt av Svenska Logopedförbundet, som är en delförening inom SRAT .
Logopedyrket bedrivs beroende på arbetsområde i nära samarbete med exempelvis läkare, sjuksköterska, psykolog, sjukgymnast, dietist, arbetsterapeut, förskolepersonal, lärare och specialpedagog. Inte sällan jobbar logopeder i team med dessa yrkeskategorier.

## Arbetsområden
Språk
Kommunikationsproblem kan drabba individer i livets alla skeden och vara av både medfött och förvärvat slag. En stor logopedisk patientgrupp utgörs av barn, ungdomar, vuxna eller äldre med någon form av språkstörning som kan påverka förmågan både att förstå talat språk och att själv göra sig förstådd. Språkstörningen kan drabba språkets samtliga delar; fonologi (uttal), grammatik (satsbyggnad), semantik (begreppsbildning) och pragmatik (språkanvändning). Merparten av patientgruppen med språkstörning utgörs av barn med avvikande språkutveckling och denna patientgrupp kommer ofta till logopedens kännedom på föräldrarnas initiativ eller efter remiss från barnhälsovården. Med tidigt logopediskt omhändertagande, som ofta omfattar dels direkt språklig träning med barnet, dels handledning av föräldrar och förskolepersonal, märks ofta en god språklig utveckling. Ouppmärksammade språkliga svårigheter kan dock leda till svårigheter i skolsituationen, exempelvis med läs- och skrivinlärning, och logopeden utreder och diagnostiserar specifika läs- och skrivsvårigheter, dyslexi, samt ordinerar kompensatoriska läs- och skrivhjälpmedel. Logopeder utreder och diagnostiserar även dyskalkyli .
Förvärvade språkliga svårigheter kan uppstå till följd av skada eller neurologisk sjukdom. Afasi är en vanlig komplikation efter stroke med stor påverkan på individens livsföring och självständighet. Det logopediska omhändertagandet av patienter med afasi utgörs av utredning och kartläggning av den språkliga förmågan, information till patient, anhöriga och vårdpersonal samt träning av bevarade språkliga funktioner.
Tal
Till följd av anatomisk avvikelse eller neurologisk skada kan talsvårigheter uppstå. Patienterna återfinns inom samtliga åldersgrupper. Dysartri betecknar neurologiskt orsakade svårigheter med talproduktion. Dysartrin leder till nedsatt motorisk kontroll av de strukturer som är inblandade i talproduktionen med otydlig och utslätad artikulation som följd. Dysartri är en vanlig komplikation efter förvärvad neurologisk skada eller sjukdom men samförekommer även med olika medfödda tillstånd, exempel CP-skada.
Verbal dyspraxi innebär svårigheter med planering och sekvensering av de motoriska rörelserna vid talproduktion. Till skillnad från dysartri märks ingen nedsättning av muskelstyrka eller neurologisk styrning vid icke-språkliga uppgifter och differentialdiagnostiken är viktig. Ett utmärkande tecken på dyspraktisk problematik är oförutsägbara uttalsavvikelser, samma ord kan således uttalas på olika sätt vid olika tillfällen. 
Till talsvårigheterna räknas även stamning och talrytmstörningar, exempelvis skenande tal. Orsaken till stamning är omtvistad, men en obalans mellan barnets språkliga utvecklingsnivå och den motoriska och neurologiska kontrollen tros vara en bidragande orsak. Logopedisk behandling inriktas både på s.k. flytträning och på icke-undvikandeterapi.
Även anatomiska avvikelser kan även leda till talsvårigheter. Ett exempel är barn födda med läpp-, käk- och gomspalt som på grund av en ofullständig slutning mellan munhåla och näshåla ofta får nasalt tal och utvecklar kompensatorisk artikulation. Den logopediska behandlingen av denna patientgrupp bedrivs i samarbete med plastikkirurg eftersom talförbättrande kirurgi ofta blir aktuell.
Röst
Röststörningar kan ha flera orsaker och uppstå hos både barn och vuxna. En huvudsaklig uppdelning görs mellan funktionella, funktionellt organiska och organiska röststörningar men även neurogena röststörningar förekommer. Till de funktionella röststörningarna räknas röstpåverkan till följd av felaktig röstteknik. Effekten kan bli rösttrötthet, fonasteni, vid flitig röstanvändning. Patienten kan även rapportera symptom som sveda eller klumpkänsla i halsen. Vid logopedisk behandling av funktionella röststörningar görs patienten medveten om röstanvändningen och instrueras i gynnsam andningsteknik, hållning och avspänning.
Vid funktionellt organiska röststörningar har ett långvarigt felanvändande av rösten lett till uppkomsten av godartade förändringar på stämvecken. Förändringarna kan vara av olika slag, främst knottror och polyper, och behandlingen omfattar logopedisk röstbehandling och eventuellt kirurgisk behandling.
Organiska röststörningar orsakas av förändringar på stämvecken eller av stämveckens funktion som inte direkt är kopplade till röstanvändningen. Orsaken kan istället exempelvis vara stämvecksförlamning, spasticitet eller darrningar till följd av neurologisk skada eller inflammation eller svullnad i stämvecken till följd av sura uppstötningar. Förändringar i slemhinnan kan även vara en kvarstående effekt efter strålningsbehandling. Cancer kan även leda till att struphuvudet helt eller delvis måste bortopereras. Vid denna operation, laryngektomi, avlägsnas den naturliga röstkällan. Efter en laryngektomi kan personen tränas att använda matstrupens mynning som ny röstkälla, och vanligtvis sätts en röstventil på plats mellan luftstrupe och matstrupe som kan leda luften från lungorna in i matstrupe och svalg. Logopeden ansvarar för att patienten ges information såväl inför operationen som vid inträning av den nya rösten.
AKK
AKK (Alternativ och kompletterande kommunikation) används som samlingsbegrepp för kommunikationsunderlättande hjälpmedel och strategier som kan användas för och av individer med nedsatt språk-, tal- eller röstfunktion. Som exempel på AKK kan nämnas bildbaserade kommunikationssystem, exempelvis symbolspråken Bliss och Pictogram. TAKK (Tecken som alternativ och kompletterande kommunikation) används för att stödja både språklig förståelse och underlätta språkproduktion. AKK kan tillämpas både vid isolerade språkliga svårigheter och vid språkliga svårigheter till följd av kognitivt handikapp, medfött eller förvärvat.
Dysfagi
Sväljningsstörningar, dysfagi, förekommer hos både barn och vuxna men oftast av olika orsaker. Hos barn är sväljningssvårigheterna ofta en följd av medfödd sjukdom eller skada. Svälj- och uppfödningssvårigheter är exempelvis vanligt förekommande vid gomspalt och omedelbart kvalificerat omhändertagande behövs. Hos vuxna uppstår sväljningsstörningar oftast till följd av neurologisk skada eller sjukdom men även tumörsjukdom kan leda till svårigheter med sväljningen.
Logopedisk utredning av dysfagi omfattar grundlig anamnes, oralmotorisk bedömning, måltidsobservation och, vid behov, fiberendoskopisk undersökning av sväljningen. Behandlingen utformas individuellt och kan omfatta anpassning av sittställning och huvudposition vid födointag, förändring av födans konsistens för att underlätta sväljning samt grundlig information till anhöriga och övriga vårdgivare.